# Say Nothing (álbum)
Say Nothing es el séptimo álbum de la banda canadiense de post-grunge Theory of a Deadman, donde fue lanzado al mercado el 31 de enero de 2020 mediante del sello discográfico Atlantic Records y Roadrunner Records. El álbum abordará temas como la violencia doméstica y el racismo. La banda optó por continuar su colaboración con el productor musical sueco Martin Terefe, que trabajó con ellos en su álbum anterior Wake Up Call (2017), y regresó a Londres en abril de 2019. 
Su álbum anterior marcó la salida del grupo de su sonido hard rock habitual a un pop más pop y estilo infundido con pop rock y recibió críticas mixtas de los críticos.

## Estilo
Connolly reconoció una sensación de ansiedad mientras grababa Say Nothing debido a la presión creada por el éxito del sencillo principal de Wake Up Call, "Rx (Medicate)" (una canción que aborda el abuso de medicamentos recetados). Aunque Theory of a Deadman ha evitado que sus letras rodeen temas sociales y políticos, los comentarios positivos que recibieron para "Rx (Medicate)" influyeron en su decisión de hablar sobre temas importantes relacionados con la violencia doméstica, el racismo, la depresión, la ansiedad, y la política. Connolly dijo: "Este álbum me permitió decir todas las cosas que tenía en mente antes, pero tenía demasiado miedo de decirlo. Nuestro material anterior estaba básicamente basado en relaciones. Todo era acerca de que yo era infeliz. sobre lo que está sucediendo en el mundo, el estado de la política estadounidense y todo lo demás. Era una forma completamente diferente de escribir para nosotros". El guitarrista Dave Brenner agregó: "Veo el disco como un microcosmos de nuestra era actual. Es un recordatorio para mirar hacia adentro en lo que está sucediendo y en lo que nos estamos convirtiendo... Tal vez podamos darle al mundo un poco de consuelo y alentar a todos para tratarse mejor el uno al otro".

## Lista de canciones
| N.º | Título                     | Duración |  |
| 1.  | «Black Hole of Your Heart» | 3:34     |  |
| 2.  | «History of Violence»      | 3:55     |  |
| 3.  | «Affluenza»                | 3:37     |  |
| 4.  | «Say Nothing»              | 3:36     |  |
| 5.  | «Strangers»                | 3:25     |  |
| 6.  | «Ted Bundy»                | 3:32     |  |
| 7.  | «World Keeps Spinning»     | 3:35     |  |
| 8.  | «Quicksand»                | 3:01     |  |
| 9.  | «White Boy»                | 4:11     |  |
| 10. | «It's All Good»            | 2:34     |  |

## Personal
Theory of a Deadman
- Tyler Connolly – Voz principal, guitarra
- Dave Brenner – Guitarra
- Dean Back – Bajo
- Joey Dandeneau – Batería

Produccion
- Martin Terefe – Productor